# Хадерсфилд (представа)
Хадерсфилд је позоришна представа рађена по сценарију Угљеше Шајтинца, српског драмског писца и приповедача. Представа је премијерно изведена 26. фебруара 2005. године, а званично последњи пут 28. маја 2016. године у оквиру Југословенског драмског позоришта. Доживела је велики број извођења широм света и вишеструко је награђивана.

## О представи
Представа Хадерсфилд је комад по сценарију Угљеше Шајтинца, који је режирала Алекс Чизхолм, а извео ансамбл Југословенског драмског позоришта из Београда. Продукција Хадерсфилда остварена је у сарадњи са Британским саветом, а пре извођења у Југословенском драмском позоришту, позоришна режисерка Алекс Чизхолм је драму Угљеше Шајтинца представила у Лидсу, на сцени "West Yorkshire Playhouse", у преводу Душке Радослављевић и адаптацији Криса Тропа. Тада је први пут у историји на професионалној позоришној сцени у Великој Британији игран комад писца из Србије, а представа је од критичара добила четири од могућих пет звездица.
 Хадерсфилд је једна од највише извођених представа у Југословенском драмском позоришту, траје 120 минута, а освојила је бројне награде.
Први пут је изведена 26. фебруара 2005. године у Театру Бојан Ступица, у оквиру Југословенског драмског позоришта, а последњи пут званично 28. маја 2016. године на Сцени Љуба Тадић, када је скинута са репертоара. Ипак, изведена је још неколико пута у Сједињеним Државама и у Канади, последњи пут 30. септембра 2017. године у Бостону.
Прву поставу играли су Горан Шушљик (Раша) Небојша Глоговац (Иван), Дамјан Кецојевић (Игор), Војин Ћетковић (Дуле), улогу Милице у представи играле су Тијана Чуровић и Сузана Лукић, док је у улози оца играо Јосиф Татић, кога је након смрти заменио Миша Јанкетић.
Представа је извођена широм Србије и других земаља бивше СФРЈ, на фестивалима у Новом Саду, Ужицу, Младеновцу, Зајечару, Брчком, Добоју, Бања Луци и Будви, освајајући на њима готово све главне награде. Гостовала је и у САД и у Канади. Током турнеје, представа је извођена у Торонту, Киченеру, Виндзору, Њујорку, Вашингтону, Чикагу и Бостону, где је у улози оца после 17 година паузе заиграо Жарко Лаушевић, заменивши Мишу Јанкетића, који је био спречен да крене на путовање.
Године 2007. снимљен је истоимени филм Хадерсфилд, по узору на представу, са готово идентичним глумцима као и у представи.

## Радња представе
Хадерсфилд је драма која говори о пропалој генерацији пријатеља који се друже годинама, а никад се нису отворили једни према другима. Они живе у лажи и у улогама које су сами себи наметнули, одбијају да одрасту и прихвате реалност. Тек након одласка њиховог пријатеља Игора, они почињу да вреднују себе, живот и почињу да се преиспитују.
Радња је смештена у мали војвођански град, у стану тридесетогодишњег Раше (Горан Шушљик), који је у последњи 10 година много тога започињао, али ништа завршио, огорчен на свој и живот своје генерације. Раша живи са оцем (Јосиф Татић, Михаило Јанкетић) који након што изгуби посао постаје окорели алкохоличар, дане проводи у кафани, прибављајући себи новац тако што продаје ствари из куће. Раша води емисију на локалном радију, а једини приход има од приватних часова књижевности, док је његова девојка Милица (Тијана Чуровић, Сузана Лукић) ученица. Рашин комшија Иван (Небојша Глоговац), бивши успешни џудиста иза себе има године лечења у институцијама за ментално здравље, а данас живи са мајком. Иван је анксиозни, повучени неуротичар са великим бројем фобија, због чега је радно неспособан, а одржава га религиозност. Дуле (Војин Ћетковић) је Рашин пријатељ који води магацин швајцарских слаткиша, много ради и нема времена за девојке, а мисли да спремно дочекује транзицију. Окупљање пријатеља претвара се у потрагу за смислом живота када се појави Игор (Дамјан Кецојевић), који већ 11 година живи у Хадерсфилду, граду у Енглеској.

## Улоге
| Глумац                          | Улога  |
| ------------------------------- | ------ |
| Горан Шушљик                    | Раша   |
| Небојша Глоговац                | Иван   |
| Војин Ћетковић                  | Дуле   |
| Дамјан Кецојевић                | Игор   |
| Тијана Чуторовић / Сузана Лукић | Милица |
| Јосиф Татић / Миша Јанкетић     | отац   |

| Редитељ            | Алекс Чизхолм             |
| Сценариста         | Угљеша Шајтинац           |
| Продуцент          | Угљеша Шајтинац           |
| Музика             | Дарквуд даб               |
| Сценограф          | Марија Калабић            |
| Костимограф        | Јелисавета Татић Чутурило |
| Драматург          | Милош Кречковић           |
| Драматург          | Марија Стојановић         |
| Видео              | Душан Удички              |
| Дизајнер светла    | Светислав Цалић           |
| Менаџер продукције | Владимир Перишић          |
| Инспицијент        | Душан Милосављевић        |
| Суфлер             | Анђелка Симић             |
| Тон мајстор        | Игор Бошковић             |

## Награде и признања
Представа је на фестивалима у Новом Саду, Ужицу, Младеновцу, Зајечару, Брчком, Добоју, Бања Луци и Будви освајала готово све главне награде.
- Небојши Глоговцу, награда Новосадског отвореног универзитета за најбоље остварење по гласовима публике, Стеријино позорје, Нови Сад (2005)
- Небојши Глоговцу Стеријина награда за глумачко остварење за улогу Ивана, Стеријино позорје, Нови Сад (2005)
- Угљеши Шајтинцу Стеријина награда за најбољу нову драму, Стеријино позорје, Нови Сад (2005)
- Горану Шушљику Стеријина награда за глумачко остварење за најбољу глуму, представа Хадерсфилд, Стеријино позорје, Нови Сад (2005)
- Небојши Глоговцу Годишња награда Југословенског драмског позоришта за улогу у представи Хадерсфилд, Београд (2005)[7]
- Небојши Глоговцу Награда публике на Стеријином позорју, за улогу Ивана у представи Хадерсфилд, Нови Сад (2005)
- Небојши Глоговцу Награда Ардалион за најбољу мушку улогу, за улогу Ивана у представи Хадерсфилд, на позоришном фестивалу у Ужицу. (2005)
- Јосифу Татићу Награда Ардалион за најбољу епизодну улогу на позоришном фестивалу у Ужицу. (2005)[8]
- Награда Ардалион за најбољу представу[3]
- Небојши Глоговцу Награда Милош Жутић за улогу Ивана, Удружење драмских уметника Србије (2005)
- Марији Кабабић Награда Ардалион, за сценографију (2005)
- Небојши Глоговцу Награда Зоран Радмиловић најбољем глумцу Фестивала за улогу Ивана, Дани "Зорана Радмиловића", Зајечар (2006)[7]
- Небојши Глоговцу Гран при за најбољу мушку улогу за лик Ивана , 24. Сусрети позоришта / казалишта Босне и Херцеговине, Брчко (2007)
- Небојши Глоговцу Статуета "Давид Штрбац" за најбоље глумачко остварење за улогу Ивана, Театар фест Петар Кочић, Бања Лука (2007)
- Небојши Глоговцу Награда за најбољу мушку улогу за улогу Ивана, Театар фест Добој, Добој (2008)
- Најбоља представа фестивала Театар фест Добој, Добој (2008)[9]